# Homalium cochinchinensis
Homalium cochinchinensis är en videväxtart som först beskrevs av João de Loureiro, och fick sitt nu gällande namn av George Claridge Druce. Homalium cochinchinensis ingår i släktet Homalium och familjen videväxter. Inga underarter finns listade i Catalogue of Life.